# دیابت نوع ۱
دیابت نوع ۱ که در گذشته دیابت وابسته به انسولین نامیده می‌شد و هر سنی را دربر می‌گیرد اما در کودکان و جوانان شایع‌تر است. بدن افراد مبتلا به دیابت نوع ۱ قادر به تولید انسولین کافی نمی‌باشد. این نوع دربرگیرنده ۵–۱۰٪ از انواع دیابت است. در این نوع از دیابت تخریب سلولی سلولهای بتا در پانکراس اتفاق می‌افتد.
طبق کتاب طب داخلی هاریسون در دیابت نوع یک برخلاف دیابت نوع دو، وراثت نقش قوی ندارد بلکه عمدتا به صورت اسپورادیک رخ میدهد و بیش از 75% بیماران دیابت نوع یک فاقد خویشاوندان درجه یک مبتلا به این بیماری هستند؛ اما افرادی که هاپلوتایپ HLA-DR3 و HLA-DR4 را دارند، مستعد ابتلا به دیابت نوع یک هستند.
در دیابت نوع ۱، پانکراس هیچ انسولینی ترشح نمی‌کند، انسولین هورمونی است که بدن را قادر می‌سازد تا گلوکز موجود در غذا را به انرژی تبدیل کند. چنانچه قند موجود در خون نتواند وارد سلول‌ها شود، در رگ‌ها انباشته شده و نتیجه آن افزایش قند خون است. قند خون بالا به مرور زمان می‌تواند تأثیرات جبران ناپذیری را بر روی اعضای مختلف بدن داشته باشد.
با وجود اینکه از دیابت نوع ۱ اغلب به عنوان دیابت دوره نوجوانی یاد می‌شود ولی امکان ابتلای به آن در هر سنی وجود دارد. تشخیص سریع و به موقع این بیماری می‌تواند از عوارض و مشکلات آتی آن همچون ناراحتی‌های قلبی، نابینایی، فشار خون بالا، اختلالات عصبی و نارسایی‌های کلیوی پیشگیری کند. البته دیابتی‌های نوع ۱ علاوه بر انسولین، به ورزش منظم و رژیم غذایی سالم نیز احتیاج دارند.

## علائم

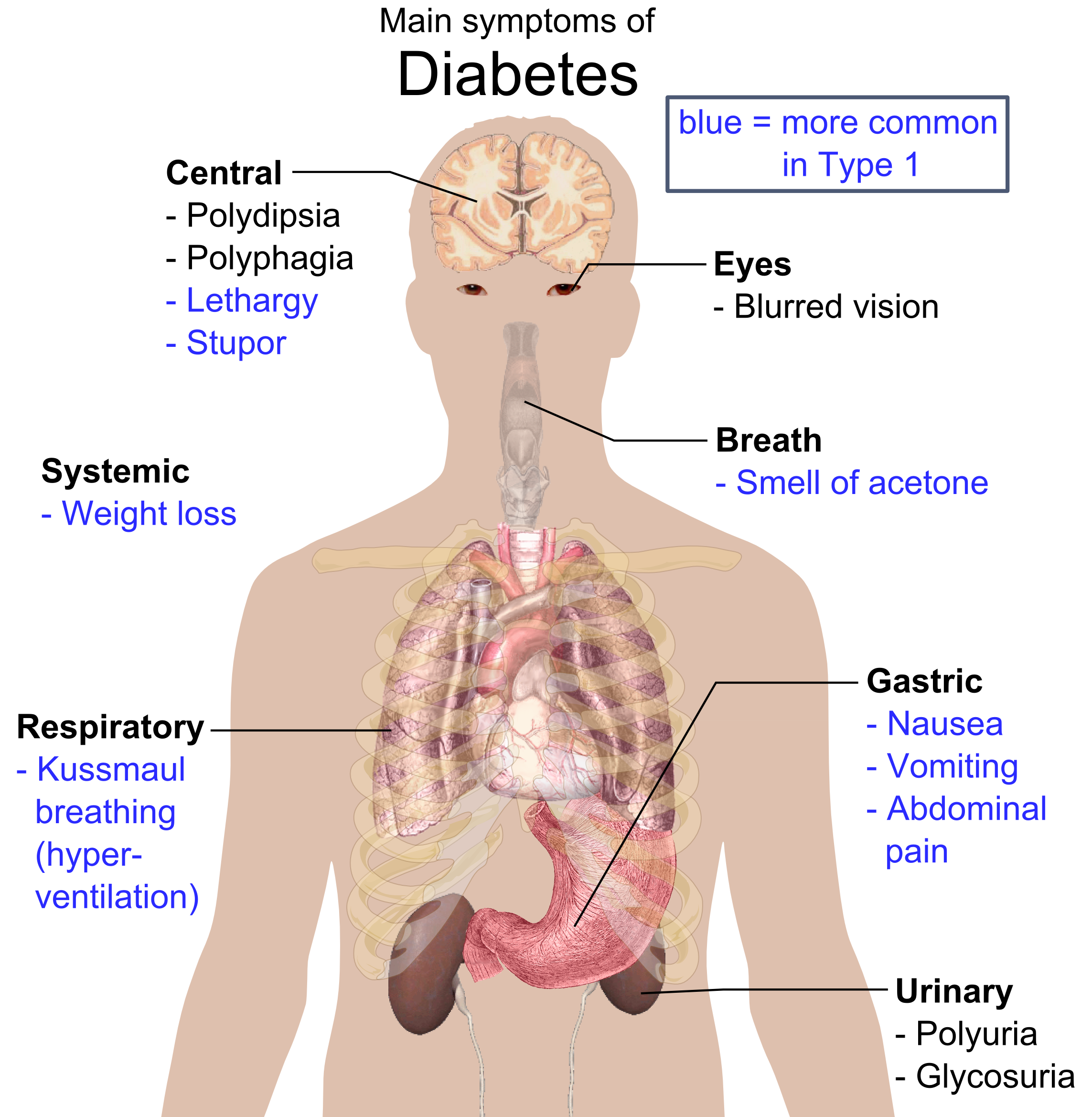
نگاهی اجمالی به برجسته‌ترین علایم دیابت.

شروع دیابت نوع ۱ می‌تواند علائم ذیل را به دنبال داشته باشد.
- تکرر ادرار (پلی اوری)
- پرنوشی
- تشنگی و خشکی دهان به‌طور غیرطبیعی
- خستگی مفرط یا کمبود انرژی
- خشکی وخارش پوست
- از بین رفتن حس بخشهای انتهایی اندامها یا احساس گزگز ومورمور در آنها

## درمان و پیشگیری
هیچ راهی برای پیشگیری از دیابت نوع ۱ وجود ندارد
همچنین هدف از درمان این است که قند خون را تا حدامکان به میزان طبیعی (130–80 میلی‌گرم در دسی لیتر) نزدیک کنیم، به این ترتیب پیشرفت عوارض درازمدت دیابت که نتیجه آسیب رسیدن به بعضی از اعضای بدن است، کند یا متوقف می‌شود وشخص می‌تواند به زندگی عادی وطبیعی خود ادامه دهد. پیوند پانکراس نیز به عنوان درمان های رایج استفاده میشود تا دیگر افراد روزانه به انسولین وابسته نشوند و پانکراسشان این کار را بکنند اگر افراد نارسایی کلیه نیز داشته باشند بعد یا قبل از پیوند پانکراس باید پیوند کلیه نیز بشوند 

## الگوی قند
افرادی که مبتلا به دیابت نوع یک میباشند برای کنترل قند باید قبل غذا و قند 2 ساعته ( از زمان خوردن غذا) را مرتب اندازه بگیرند
قند قبل غذا 80-130
قند 2 ساعته حداکثر 180

این نوع الگو نشان دهنده کنترل قند بدن است که فردی که بتواند این الگو را حفظ کند دچار هیچگونه عوارضی ناشی از دیابت نمیشود . با این الگو آزمایش HBA1C کمتر از 7 می شود .

## وعده های غذایی
افراد دیابتی نیاز دارند که وعده های غذایی مرتبی داشته باشند : صبحانه - میان وعده - نهار - میان وعده - شام - میان وعده (قبل شام) ، با رعایت این وعده ها قند فرد دیابتی بهتر کنترل میشود .